# Ormes, Eure

Ormes este o comună în departamentul Eure, Franța. În 1 ianuarie 2022 avea o populație de 460 de locuitori.